# Amerikaanse ooglapmot
De Amerikaanse ooglapmot (Bucculatrix ainsliella) is een mot uit de Bucculatricidae familie. Hij komt voor in het zuiden van Canada, waaronder Brits-Columbia, en in het noorden van de Verenigde Staten, tot Noord Carolina en Mississippi.

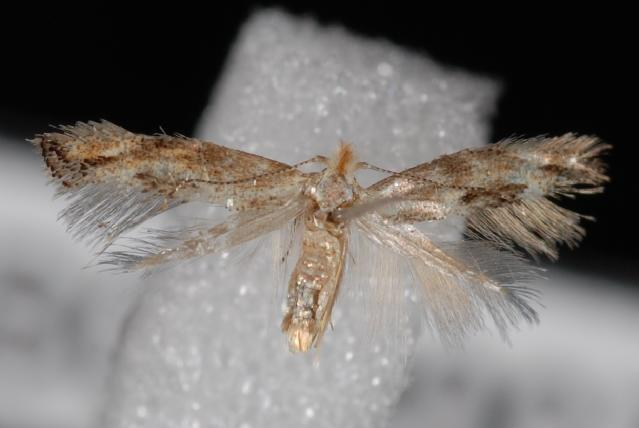
Mot

De spanwijdte van de vleugels is 7 tot 8 mm. Volwassen exemplaren vliegen rond tussen februari en augustus, afhankelijk van de locatie. De familie Bucculatricidae waartoe deze vlindertjes behoren, heet in Nederland ‘ooglapmotten’, omdat de basis van de antennen zo groot is dat het net lijkt of ze lappen voor hun ogen hebben.
De rupsen voeden zich met de bladeren van de Amerikaanse eik (Quercus rubra). De rupsen eten alleen het groen en laten kale nerven achter. In Noord-Amerika is de mot soms plaagvormend en kan het kleine vlindertje hele stukken bos aantasten. In het verleden kwam deze mot niet voor in Nederland (noch in Europa). De Amerikaanse eik is twee eeuwen geleden in Nederland geïntroduceerd vanuit de Verenigde Staten. Slechts een klein aantal Nederlandse soorten insecten waagt zich er hier aan, en voor geen van deze is het de primaire voedselbron.
In 2009 werd de Amerikaanse eikenmot ook in Nederland gesignaleerd. Dit leek op dat moment zelfs de eerste signalering in Europa. Bij nader onderzoek in de collectie van Naturalis te Leiden bleken exemplaren van de Amerikaanse ooglapmot aanwezig, die al in 1989-1990 in Amersfoort verzameld werden. Door ook te zoeken in andere collecties zijn inmiddels tientallen vondsten uit Nederland bekend, van Groningen tot Zuid-Limburg.